# 5919 Patrickmartin
5919 Patrickmartin è un asteroide della fascia principale del diametro medio di circa 20,45 km. Scoperto nel 1991, presenta un'orbita caratterizzata da un semiasse maggiore pari a 3,2031554 UA e da un'eccentricità di 0,1177441, inclinata di 0,66614° rispetto all'eclittica.